# Gouvernement Rogier I
Royaume de Belgique
de Theux II de Brouckère
Le gouvernement Rogier I est un gouvernement belge composé exclusivement de libéraux. Le 8 juin 1847, les libéraux gagnent les élections et succèdent  au gouvernement catholique de Barthélémy de Theux. Ce gouvernement arrive à terme le 31 octobre 1852.
Ce gouvernement marque définitivement la fin de l'unionisme avec l'arrivée au pouvoir du Parti libéral.
Se retrouvant confronté au Printemps des peuples de 1848, ce gouvernement parvient à éviter une révolution en Belgique en menant une série de réformes dont notamment une réforme électorale.

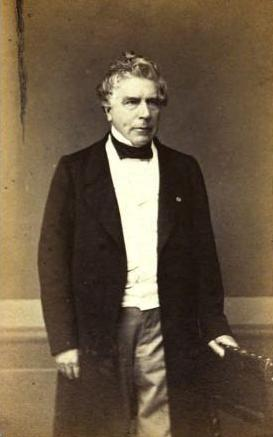
Charles Rogier.

## Formation
À la suite du Congrès libéral tenu à Bruxelles le 14 juin 1846, le parti libéral est créé. Après la démission du cabinet de Theux-Malou en raison de la misère des Flandres, situation de crise économique structurelle, Charles Rogier est contacté par le Roi pour former un nouveau cabinet. Ce gouvernement est homogène puisque entièrement composé de libéraux, et annonce sa volonté de réaliser le programme d'un seul et même parti. Les trois points principaux de ce programme sont l'indépendance du pouvoir civil, la réforme électorale et la libéralisation du régime douanier.

## Réformes
Le gouvernement Rogier I se caractérise par maintes réformes, partant de la réforme électorale à l'amélioration de la condition ouvrière.

### Amélioration de la condition ouvrière
Dans le but d'améliorer la condition dans les Flandres, Rogier entame des travaux de défrichement et d'assainissement des terrains agricoles, des travaux hydrauliques ; il instaure des cours d'enseignement agricole, et avait même un projet d'école d'horticulture en Flandre. Le gouvernement Rogier I amena dès lors une nouvelle ère : ceux qui pendant des années souffraient de ne pas avoir de travail peuvent dès lors travailler.

### Réforme électorale
Trois réformes électorales caractérisent le gouvernement Charles Rogier : l’abaissement du cens électoral au minimum constitutionnel,  la suppression du droit de timbre sur la presse et l'incompatibilité entre un mandat parlementaire et une fonction rémunérée par l’État.

#### L'abaissement du cens électoral au minimum constitutionnel
En ce qui concerne l’électorat, le suffrage censitaire est le mode de suffrage établit par la loi électorale du 3 mars 1831. En effet,  l’ancien article 47 de la Constitution dispose que « la Chambre des représentants se compose des députés élus directement par les citoyens qui paient le cens ». Avec la loi du 12 mars 1848, Charles Rogier ramène le sens au minimum constitutionnel de vingt florins pour tout le royaume. Cette mesure implique que les réformes au niveau législatif ne pourront être réalisées qu'en modifiant l'article 47 de la Constitution et supprime « par la même occasion le système différentiel en vigueur qui avantageait les régions rurales et les candidats catholiques. Le nombre d’électeurs passe de 46 000 à 79 000. Ce sont surtout des électeurs urbains qui grossissent les listes électorales et participent ainsi à la consolidation du nouveau parti libéral ». Elle a mis ainsi, en pratique l’égalité devant la loi, égalité depuis si longtemps proclamée par l’article 6 de la Constitution.

#### La suppression du droit de timbre
La suppression du droit de timbre accompagne cette mesure avec la loi du 26 mai 1848. Au cours du XIXe siècle, la presse joue un rôle déterminant dans la communication politique. Néanmoins, la croissance de la presse écrite sera limitée par la méthode de fabrication et par le régime fiscal. La technique demeure manuelle et freine considérablement les tirages et une double taxe est imposée sur les journaux : le droit de timbre et le droit de port. Étant peu apprécié dans le milieu du journalisme, cette taxe sera revue à la baisse dès 1839 dans le but de rendre à la presse un caractère moins élitiste. À la suite de l'abaissement du cens, le gouvernement souhaite octroyer aux électeurs à vingt florins l'opportunité de s'informer et de faire des choix politiques de manière autonome et lucide en proposant , le 27 avril 1848, l’abolition du timbre.

#### L'incompatibilité entre un mandat parlementaire et une fonction rémunérée par l'État
La loi sur les incompatibilités parlementaires du 26 mai 1848 constitue la dernière réforme majeure apportée par le gouvernement Charles Rogier. Le projet de loi initialement proposé par Rogier avait pour objectif d'interdire uniquement l'incompatibilité des fonctions de parlementaire et de gouverneur de province. La loi votée interdira plus largement le cumul d'une fonction parlementaire et d'une fonction publique pour préserver au mieux la séparation des pouvoirs.

## Institutions
Le gouvernement Rogier I a été maitre de l'instauration ou de l'amélioration de plusieurs institutions :

### Le chemin de fer
Le chemin de fer est l'œuvre majeure de Charles Rogier. Ayant entamé ce projet d'amélioration des chemins de fer en 1834, il complète son œuvre de par des réformes. Il modifie toute une série de règlements concernant le service spécial de transport des marchandises et des bagages.

### Le Bureau spécial
A peine mis en place le gouvernement s’investit dans la création d’institutions comme un Bureau spécial pour les affaires de Flandre chargé d'étudier et de remédier au problème de l’appauvrissement de la Flandre. La politique du gouvernement a pour finalité de redresser l'économie flamande en instaurant une politique de grands travaux.

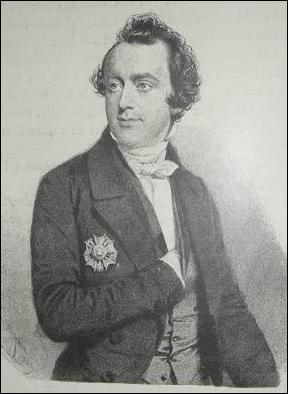
Walthère Frère-Orban, Ministre des travaux publics.

## Composition
| Ministère                                   | Nom                    | Parti   |
| ------------------------------------------- | ---------------------- | ------- |
| Premier ministre et ministre de l'Intérieur | Charles Rogier         | Libéral |
| Ministre des Finances                       | Laurent Veydt          | Libéral |
| Ministre des Affaires étrangères            | Constant d'Hoffschmidt | Libéral |
| Ministre de la Guerre                       | Pierre Chazal          | Libéral |
| Ministre de la Justice                      | François de Haussy     | Libéral |
| Ministre des Travaux publics                | Walthère Frère-Orban   | Libéral |

## Congrès libéral

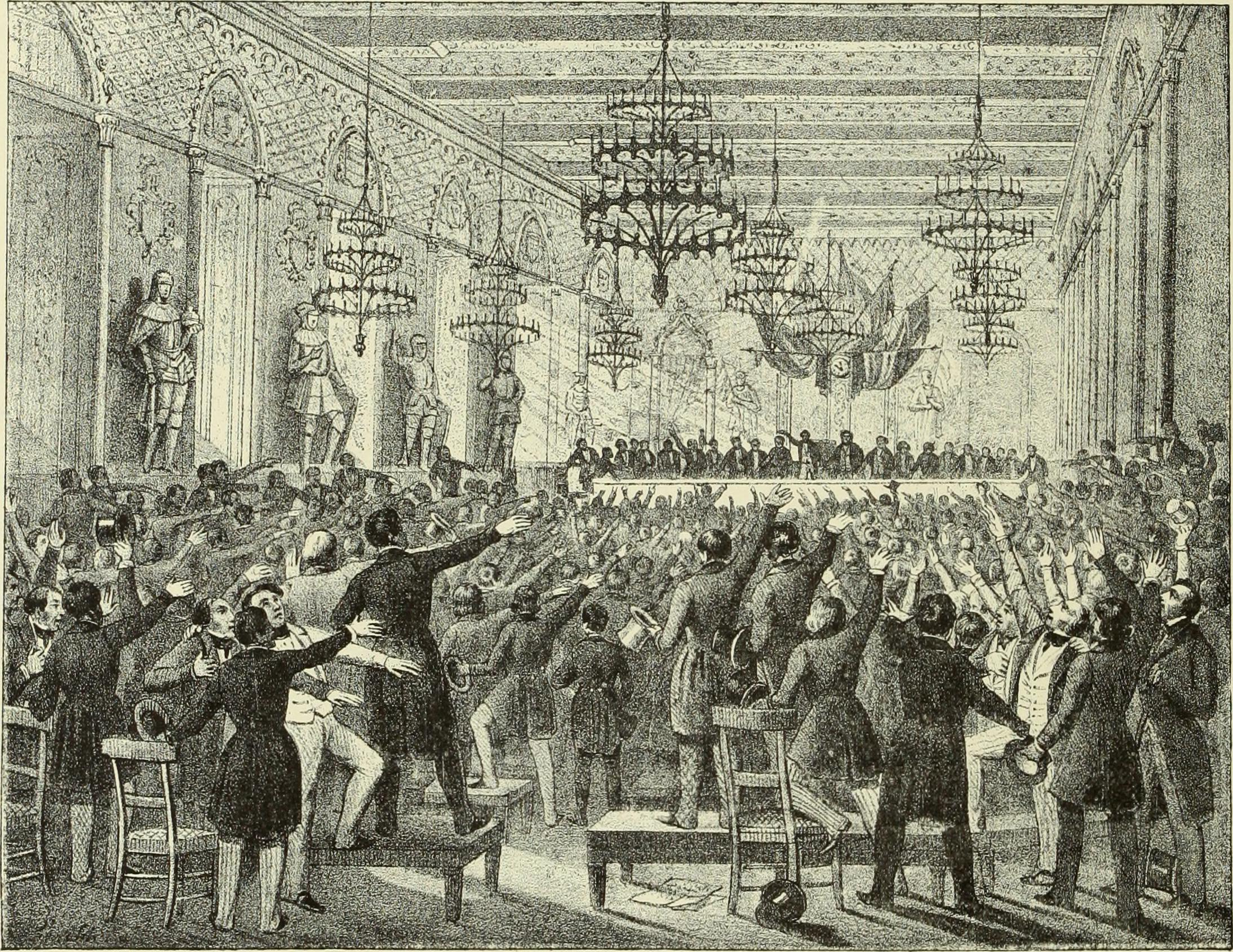
Congrès libéral du 14 juin 1846, tenu dans la salle Gothique de l'hôtel de ville de Bruxelles.

À partir de l’année 1840, l'Unionisme déclinera en raison de fortes tensions entre catholiques et libéraux. En découlera le Congrès libéral du 14 juin 1846, date à laquelle le parti libéral est né. Néanmoins, cette naissance n’était que symbolique puisque dans les faits un groupe libéral est identifiable dès l’indépendance belge à travers notamment les loges maçonniques dans lesquelles des hommes politiques se rencontrent de manière officieuse afin d’élaborer des stratégies de groupe à adopter. Un fossé se créé entre les francs-maçons et les ecclésiastiques qui souhaitent la primauté du droit canon sur les libertés fondamentales consacrées par la nouvelle Constitution.
C’est dans ce contexte que Pierre-Théodore Verhaegen a l’ambition de créer le parti libéral afin de fournir au clergé un opposant de taille doté d’une hiérarchie similaire. Après plusieurs années de tentatives de centralisation des partisans libéraux à travers les structures maçonniques, c’est finalement avec l’aide de la presse et de l’Université Libre de Bruxelles devenu l’épicentre du mouvement libéral que le 14 juin 1846 à l’Hôtel de Ville de Bruxelles, 384 délégués participent au Congrès libéral dans le but « d’assurer l’union plus compacte du parti libéral de Belgique ». Le programme du parti est rédigé par une figure du libéralisme qui deviendra Ministre des travaux publics, Walthère Frère-Orban et régit la réforme électorale, l'indépendance du pouvoir civil, l'organisation d'un enseignement public et les améliorations de la condition ouvrière, entre autres.